# Kornutka
Kornutka (Eucera) – rodzaj pszczół z rodziny pszczołowatych(Apidae), zaliczany do pszczół samotnic.
Gniazda zakładają w ziemi, niekiedy tworzą kolonie. Odznaczają się dwiema komórkami kubitalnymi na przednich skrzydłach i długim języczkiem. Samice mają ciało długości pszczoły miodnej, ale szersze, słabo owłosione, zwykle z białymi przerywanymi przepaskami w tylnej części odwłoka. Samce o długich czułkach, czasem dochodzących do długości ciała.
W Polsce kilka gatunków kornutki dobrze zapyla rośliny motylkowe (wykę, lucernę, koniczynę czerwoną).

## Niektóre gatunki
- kornutka lucernowa (Eucera clypeata Er.)
- kornutka wykowa (Eucera interrupa Baer.)
- kornutka koniczynowa (Eucera longicornis L.)
- kornutka komonicowa (Eucera tuberculata F.)